# Munkedals kommun
58°29′N 11°41′Ø / 58.483°N 11.683°Ø
Munkedal kommune ligger i det svenske län Västra Götaland, i landskapet Bohuslän. Kommunens administrationscenter ligger i byen Munkedal. Munkedal kommune grænser i nordvest til Tanum, i nordøst til Dals-Ed, i øst til Färgelanda kommun, i syd til Uddevalla og i sydvest til Lysekil og Sotenäs.
E6 og jernbanen Bohusbanan passerer gennem kommunen.
Størstedelen af kommunen er dækket af skov, med flere søer. Den største sø er Kärnsjön som ligger midt i kommunen.

## Byer
Munkedal kommune har fem byer.

indbyggere pr. 31. december 2005.
| #  | By            | Indbyggere |
| -- | ------------- | ---------- |
| 1. | Munkedal      | 3.704      |
| 2. | Dingle        | 891        |
| 3. | Hällevadsholm | 781        |
| 4. | Hedekas       | 378        |
| 5. | Torreby       | 225        |

## Venskabsbyer
- Danmark Karup
- Finland Kyrkslätt
- Norge Rælingen

- Wikimedia Commons har flere filer relateret til Munkedals kommun